# 6 Hebe
Hebe (asteroide 6) é um grande asteroide da cintura principal. A sua superfície é muito refletiva (brilhante) e a sua composição é de uma mistura de níquel e ferro com silicatos de rochosos.
Hebe foi descoberta a 1 de julho de 1847 por Karl Ludwig Hencke. O nome de Hebe provém de uma antiga deusa grega da juventude.
A 5 de março de 1977 Hebe ocultou Kaffaljidhma (γ Ceti), uma estrela de maginude 3. Não se conheceram mais ocultações. Mas o resultado desta ocultação, levou à descoberta de um pequeno satélite natural, apelidado de Jebe. Contudo, a existência de tal satélite não foi confirmada.